# Rudolf Tauchen
Rudolf Tauchen (2. října 1940 – 11. října 2001) byl český fotbalista, útočník.

## Fotbalová kariéra
V československé lize hrál za Spartak Hradec Králové, s nímž získal roku 1960 historický titul mistra, jediný v dějinách klubu a první, který v československé lize putoval mimo Prahu a Bratislavu. V Poháru mistrů evropských zemí odehrál v roce 1960 za Hradec čtyři utkání proti Panathinaikos FC a FC Barcelona. V sezóně 1960–1961 získal mistrovský titul s Duklou Praha. S Duklou se zúčastnil i zájezdu do USA. V československé lize nastoupil ve 158 utkáních a dal 41 ligových gólů. V lize hrál naposledy v sezóně 1972–1973.

## Ligová bilance
| Ročník                                   | Zápasy | Góly | Klub                   |
| ---------------------------------------- | ------ | ---- | ---------------------- |
| 1. československá fotbalová liga 1959/60 | 7      | 1    | Spartak Hradec Králové |
| 1. československá fotbalová liga 1960/61 | 19     | 4    | Dukla Praha            |
| 1. československá fotbalová liga 1961/62 | 13     | 5    | Spartak Hradec Králové |
| 1. československá fotbalová liga 1962/63 | 26     | 7    | Spartak Hradec Králové |
| 1. československá fotbalová liga 1963/64 | 25     | 11   | Spartak Hradec Králové |
| 2. československá fotbalová liga 1964/65 | -      | -    | Spartak Hradec Králové |
| 1. československá fotbalová liga 1965/66 | 24     | 4    | Spartak Hradec Králové |
| 1. československá fotbalová liga 1966/67 | 18     | 2    | Spartak Hradec Králové |
| 2. československá fotbalová liga 1967/68 | -      | -    | Spartak Hradec Králové |
| 2. československá fotbalová liga 1968/69 | -      | -    | Spartak Hradec Králové |
| 2. československá fotbalová liga 1969/70 | -      | -    | Spartak Hradec Králové |
| 2. československá fotbalová liga 1970/71 | -      | -    | Spartak Hradec Králové |
| 2. československá fotbalová liga 1971/72 | -      | -    | Spartak Hradec Králové |
| 1. československá fotbalová liga 1972/73 | 26     | 2    | Spartak Hradec Králové |
| CELKEM 1. liga                           | 158    | 41   |                        |